# Pauline Rebour
Pauline Rebour, née le 8 décembre 1878 à Mortain (Manche) et morte le 3 mars 1954 à Courbevoie, est une enseignante et avocate française connue pour ses travaux en tant que féministe et suffragette. Elle fonde la Société féministe du Havre et est membre de l'Union française pour le suffrage féminin et de l'Action laïque et démocratique des femmes.

## Biographie
Pauline Boyenval est née le 8 décembre 1878 à Mortain dans la Manche, elle est la fille de Théophile Boyenval, alors professeur au collège de Mortain et d'Alice Harel, sans profession.
Elle débute dans l’enseignement en 1902 en tant qu'institutrice à l’école publique Émile Renouf du Havre, puis, en septembre 1903, elle est nommée professeure à l’école primaire supérieure de jeunes filles de Rouen.
Elle épouse le 31 octobre 1903 Raoul Rebour (1879-1952), originaire d'Octeville-sur-Mer, professeur à l’École normale de Rouen.
Durant son mandat pour la Société féministe du Havre, l'activisme de Pauline Rebour est à l'origine de l'obtention de la même paie pour les enseignantes que celle de leurs collègues masculins,. Dans le cadre de ses campagnes de co-éducation, elle a également promu l'enseignement à domicile des jeunes filles et des garçons. Ses travaux pour la Fédération Féministe Universitaire ont également contribué à l'égalité de traitement des enseignantes en France. Elle est à l'origine de l’affiliation de la Société féministe du Havre au Conseil national des femmes françaises, et en rejoint la branche normande créée le 10 mars 1910. Peu de temps après, et par préférence politique, elle œuvre pour que la Société féministe du Havre forme la section havraise de l’Union française pour le suffrage des femmes (UFSF), née en 1909.
À la suite de sa nomination au poste de répétitrice à l’école Edgar Quinet à Paris en octobre 1912, elle habite à Courbevoie et continue ses activités militantes dans l’UFSF. En mai 1913, elle est élue au comité central de l’UFSF. L'année suivante, elle est secrétaire générale adjointe du mouvement en compagnie de Cécile Brunschvicg et elles développent l'association en province. Elle donne un discours devant la statue de Condorcet lors de la grande manifestation pour les droits civiques des femmes du 5 juillet 1914. On la retrouve également en mai 1918 en compagnie groupe angevin de l’UFSF pour défendre le droit de vote des femmes.
Pendant la Première Guerre mondiale, Pauline Rebour obtient une licence de droit et prête serment en tant qu'avocate au barreau de Paris. Elle fait partie des trois juristes appartenant également au comité central de l'UFSF avec Marcelle Kraemer-Bach et Suzanne Grinberg.
Pauline Rebour s'engage également pour qu'il y ait davantage de femmes en politique. Fin 1912, elle est l'une des voix qui s'attaquent à l'exclusion des femmes dans la sélection des 250 membres d'un ministère français. En réponse à l'affirmation selon laquelle les femmes n'avaient pas besoin de droits politiques puisqu'elles exercent une influence à la maison, elle écrit dans La Française que l'exclusion de la commission fondée sur le besoin de s'occuper du foyer démontre le défaut de l'argument en lui-même.
Pauline Rebour, cependant, propose des idées féministes radicales qui sont différentes de celles avancées par ses pairs. Elle met en garde contre la féminisation excessive de l'éducation, arguant qu'elle ne favorise pas l'accès des femmes au vote ou aux rôles publics réservés aux hommes. En parrallèle, elle milite pour l'égalité des salaires entre institutrices et instituteurs.
Le 29 janvier 1937, elle est nommée chevalier de la Légion d'honneur.
Elle meurt le 3 mars 1954 à Courbevoie.

## Œuvre
- Pauline Rebour, Licenciée en Droit, Secrétaire Générale Adjointe de l'U. F. S. F., Pourquoi les Françaises doivent et veulent voter par, 53, Rue Scheffer -- Paris (16e), Union française pour le suffrage des femmes, 1925 (lire en ligne)